# Santa Teresa, Nayarit
Santa Teresa är en ort i Mexiko.   Den ligger i kommunen Del Nayar och delstaten Nayarit, i den centrala delen av landet, 700 km nordväst om huvudstaden Mexico City. Santa Teresa ligger 2 120 meter över havet och antalet invånare är 1 558.
Terrängen runt Santa Teresa är varierad. Runt Santa Teresa är det mycket glesbefolkat, med 5 invånare per kvadratkilometer. Santa Teresa är det största samhället i trakten. I omgivningarna runt Santa Teresa växer huvudsakligen savannskog.